# Dwangers
Dwangers is een realityserie uit 2015, uitgezonden op de Vlaamse televisiezender VIER.

## Programmaverloop
De Nederlandse voetbalanalist Jan Mulder reist naar Thailand, samen met zeven mensen met een dwangneurose en vier therapeuten. Daar gaan ze twee weken intensief werken aan hun dwangneuroses door middel van verschillende therapieën. De tocht start in een resort aan zee, gaat door de buurten van Bangkok, later reizen ze met een nachttrein naar Chiang Mai en uiteindelijk brengt de reis hen naar een paaldorp in de jungle.

### Deelnemers
- Kurt (46) - teldwang
- Lauren (28) - negatieve gedachten en herhalingsdwang
- Ilse (45) - Dwanggedachten en controledwang
- Joël (23) - controledwang en smetvrees (verliet het programma tijdens de therapie en ging terug naar huis)
- Felien (21) - magische gedachten en aanrakingsdwang
- Paul (49) - poetsdwang en symmetriedwang
- Sanne (25) - smetvrees

### Therapeuten
- Marieke Impens - psychologe en gedragstherapeute
- Els Brunfaut - psychologe-psychotherapeute
- Marc Ophalvens - klinisch psycholoog-gedragstherapeut
- Tine Daeseleire - master in de psychologie en gedragstherapeute